# ناحیه صالح بای
ناحیه صالح بای (به عربی: دائرة صالح بای) یک ناحیه در الجزایر است که در استان سطیف واقع شده‌است.